# Gangkhar Puensum
Gangkhar Puensum er det højeste bjerg i Bhutan og det højeste ubestegne bjerg i verden med en højde på 7.570 meter og en primærfaktor på over 2.990 meter. Efter der i Bhutan blev åbnet for bjergbestigning i 1983 har der været fire ekspeditioner, der uden held har forsøgt at bestige toppen i 1985 og 1986. Dog har der i 1998 været et hold, der med held har besteget en bitop i nærheden fra Tibet-siden.
Gangkhar Puensum, der betyder "De tre søskendebjerge", fik første gang målt sin højde i 1922, men kort over området er ikke særligt præcise, og bjerget optræder med forskellige placeringer og med forskelligt angivne højder. Faktisk var det første bjergbestigningshold på grund af upræcise kort overhovedet ikke i stand til at lokalisere bjerget.
Bogen om den britiske ekspedition fra 1986 opgiver bjergets højde til 24.770 feet (7.550 m) og hævder, at hele Ganghkar Puensum ligger inden for Bhutans grænser, men hele den nærtliggende Kula Kangri ligger i Tibet. Kula Kangri på 7.554 meter er et selvstændigt bjerg 30 km mod nordøst, og det blev første gang besteget i 1986. På kort figurerer det som hørende enten til Bhutan eller Tibet.
Siden 1994 er bestigning af bjerge i Bhutan på over 6.000 meter blevet forbudt af respekt for den lokale religion, og fra 2003 er bjergbestigning blevet total forbudt i landet. Gangkhar Puensum kan derfor beholde sin status som det højeste ubestegne bjerg i et stykke tid endnu; skulle der være højere bjerge i verden, der ikke er bestegne, er de højst sandsynligt blot bitoppe og ikke selvstændige bjerge.
I 1998 fik en japansk ekspedition tilladelse fra det kinesiske bjergbestigningsselskab til at bestige bjerget, men tilladelsen blev tilbagetrukket på grund af et politisk problem med Bhutan. I stedet startede holdet i 1999 fra Tibet og fik held til at nå bitoppen Liankang Kangri (også kendt som Gangkhar Puensum Nord) på 7.535 meter. I modsætning til, hvad de fleste kort viser, beretter ekspeditionen, at denne top ligger i Tibet, og at grænsen mellem Tibet og Bhutan går tværs over selve toppen af Gangkhar Puensum, der beskrives som "den højeste top i Bhutan" på 7.570 meter. Højden understøttes af japanske kilder, der igen er baseret på kinesiske kilder. Bjerget er ikke blevet opmålt af Bhutan.